# Melonenbrot

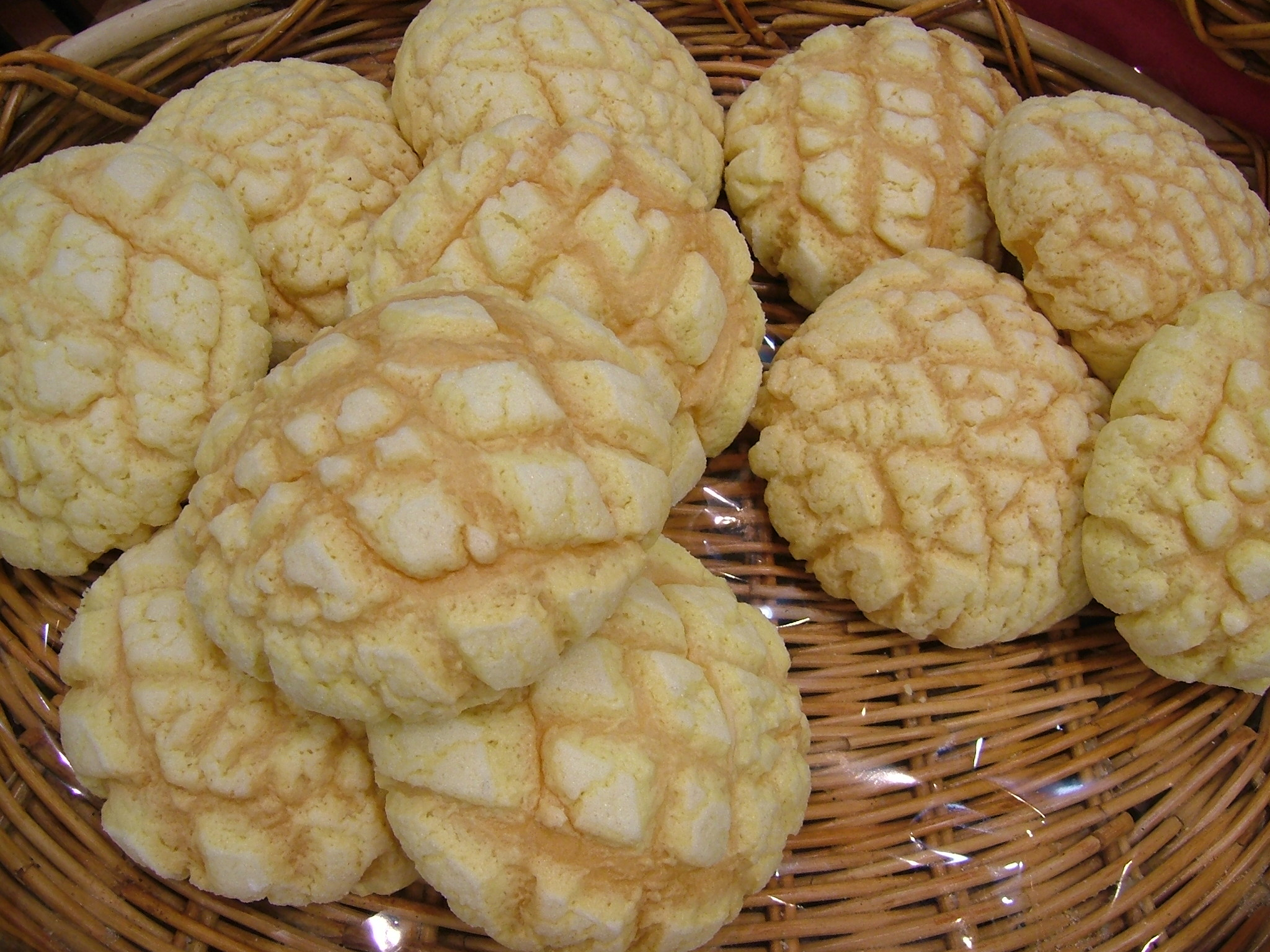
Typisches japanisches Melonenbrot

Melonpan (jap. メロンパン, Meronpan) ist ein in Japan, Taiwan und China beliebtes Süßgebäck.

## Etymologie
Wörtlich ins Deutsche übersetzt bedeutet Melonpan „Melonenbrot“. Melon ist dabei ein Lehnwort vom Englischen melon, das im Japanischen die Zuckermelonen bezeichnet, während Wassermelonen als suika bezeichnet werden. Pan ist wiederum ein Lehnwort, das während des Japanisch-Portugiesischen Kontakts im 16. Jahrhundert (Namban-Handel) eingeführt wurde und von Portugiesisch pão für „Brot“ abstammt.

## Herstellung
Es wird aus einem luftigen Teig, welcher von einer dünnen Keks-/Mürbeteigschicht mit Gittermuster umhüllt ist, hergestellt. Sein Aussehen soll das einer Zuckermelone imitieren. Ursprünglich enthielt Melonpan keine Melone, jedoch ist die Zugabe von Aroma oder Sirup, seltener der Frucht, in neuester Zeit beliebt geworden. Es existieren Varianten, in denen der Keksteig Schokoladenstückchen enthält. Anstatt Melone wird auch gern Karamell, Ahornsirup, Schokolade oder andere süße Zutaten wie Obst hinzugefügt.